# Bac Lieu

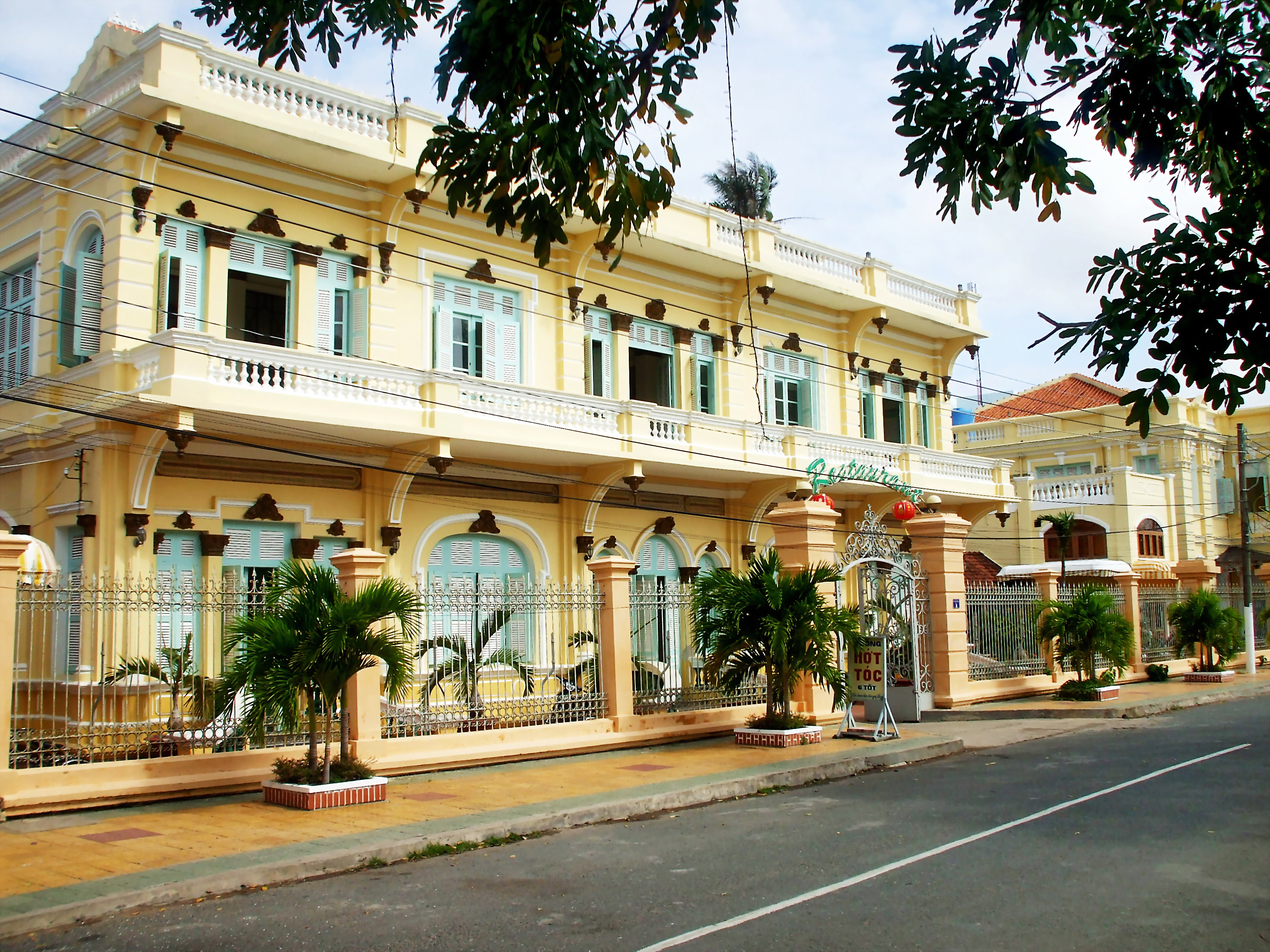
Hotell i Bac Lieu.

Bac Lieu (på vietnamesiska Bạc Liêu) är en stad i Vietnam och är huvudstad i provinsen Bac Lieu. Folkmängden uppgick till 147 855 invånare vid folkräkningen 2009, varav 109 529 invånare bodde i själva centralorten. Det tidigare namnet på staden var Vinh Loi.